# CAC CA-15
CAC CA-15, neoficiálně známý také jako CAC Kangaroo (klokan), byl australský stíhací letoun poháněný pístovým motorem navržený u Commonwealth Aircraft Corporation (CAC) v průběhu druhé světové války. Vzhledem k průtahům ve vývoji byl prototyp dokončen až po skončení války, a po provedení letových zkoušek byl projekt zrušen, vzhledem k nástupu výkonnějších proudových letounů.

## Vznik a vývoj

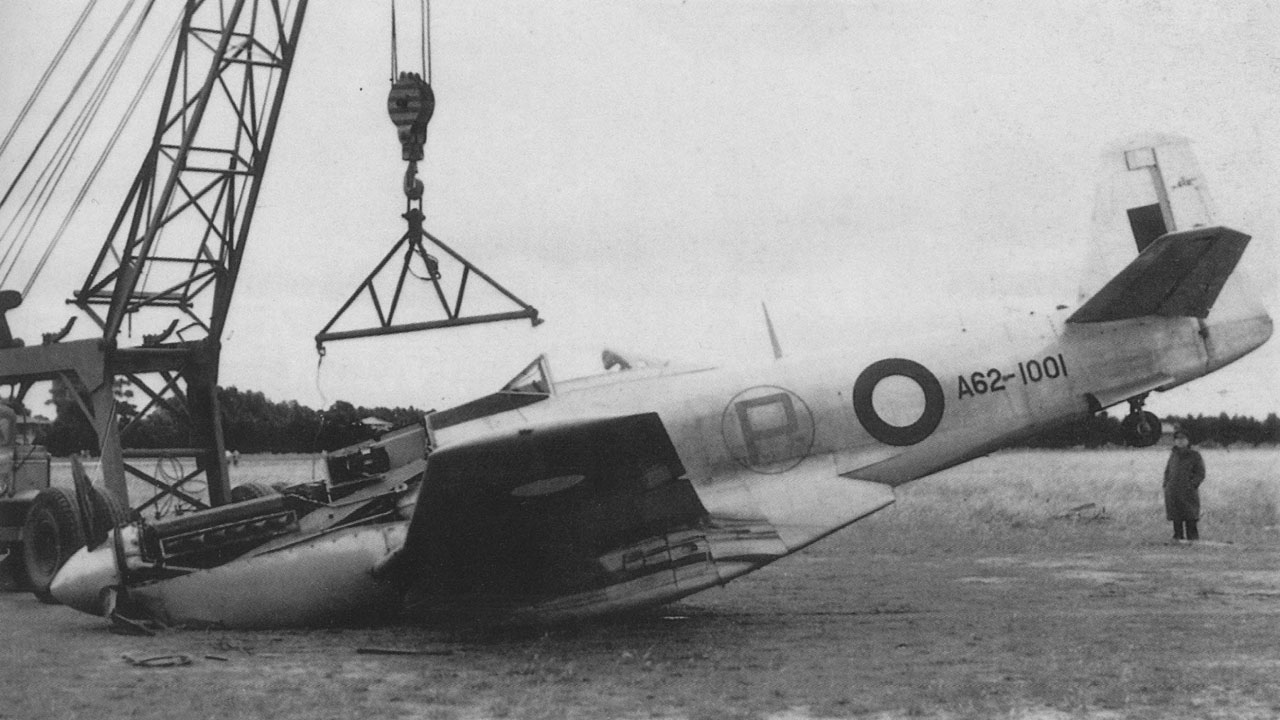
CA-15 po nouzovém přistání na základně RAAF Point Cook

V průběhu roku 1943 po úspěchu společnosti CAC a jejího šéfkonstruktéra Freda Davida s vývojem nouzového stíhacího letounu Boomerang pro Royal Australian Air Force, firma zahájila vývoj vysoce výkonného stíhače, který by byl použitelný jako záchytný a stroj k doprovodu bombardérů.
Ačkoliv CA-15 byl povrchně podobný americkému North American P-51 Mustang, konstrukce firmy CAC nebyla na tomto typu založena, a podstatně se od něj lišila jak rozměry tak plánovanými výkony. Na Davida například učinily dojem výsledky zkoušek ukořistěných Focke-Wulfů Fw 190 a původně plánoval použití hvězdicového motoru namísto řadového, jaký užíval Mustang.
Faktem je, že vývoj CA-15 byl zbrzděn doporučením manažera firmy Lawrence Wacketta aby se společnost soustředila na licenční výrobu Mustangů, a tím se vyhnula nákladům na vývoj vlastního projektu. V pozdějším období projektových prací bylo předpokládáno, že CA-15 svými výkony překoná P-51, a tak jej nahradí.
Původní plány předpokládaly použití hvězdicového osmnáctiválce vybaveného turbokompresorem Pratt & Whitney R-2800 o výkonu 1 715 kW. Tento motor ale nebyl dostupný, což vedlo k dalším zdržením ve vývoji, a nakonec bylo rozhodnuto o instalaci řadového motoru Rolls-Royce Griffon Mk.61. Motory určené pro prototyp byly pronajaty od firmy Rolls-Royce. Pro sériovou produkci bylo plánováno vybavení motorů třírychlostním kompresorem.

## Operační historie

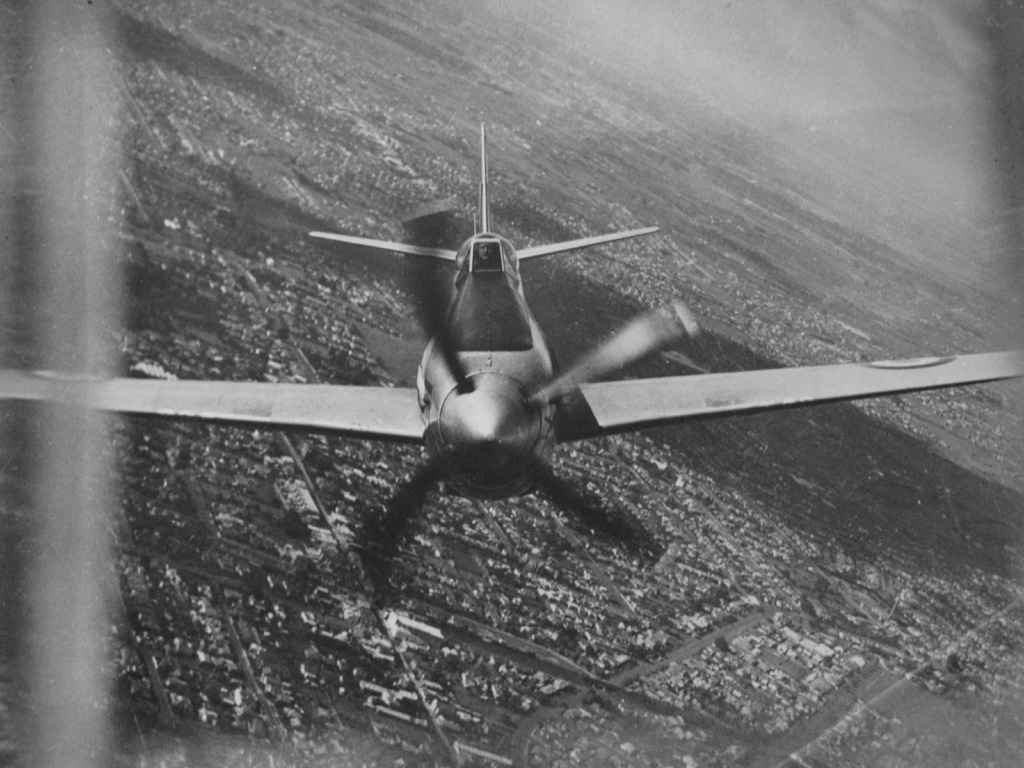
Snímek CA-15 pilotovaného Flt/Lt J. A. L. Archerem během letu nad Melbourne, pořízený ze zadní střelecké věže bombardéru Lincoln.

Se skončením války se tempo vývoje dále zvolnilo, a prototyp pilotovaný zkušebním pilotem CAC Jimem Schofieldem, který také zalétával první v Austrálii vyrobený P-51, poprvé vzlétl až 4. března 1946.
Royal Australian Air Force stroji přidělilo sériové číslo A62-1001.
Podle leteckého historia Darrena Cricka stroj dosáhl ve vodorovném letu rychlosti 721 km/h ve výši 8 046 m.
Letové zkoušky byly náhle přerušeny když stroj pilotovaný Flt Lt J. A. L. Archerem utrpěl náhlé selhání hydraulického systému (o němž bylo později zjištěno, že bylo zaviněno netěsnící měrkou pro pozemní zkoušky) během příletu na základnu RAAF Point Cook 10. prosince 1946. Jelikož hlavní podvozek byl zpola vysunut a nemohl být ani zasunut, ani zcela vysunut a zajištěn, ačkoliv ostruhové kolečko bylo uzamknuto ve vysunuté poloze, musel chvíli kroužit okolo letiště, aby spotřeboval co nejvíce paliva. Po přistání na zem jako první narazilo ostruhové kolečko, což způsobilo několik menších odskoků během klouzání letadla po letištní ploše, než se do ní zarylo vstupem vzduchu do chladiče. Letoun poté dosedl na břicho, a smykem zastavil, ve značně poškozeném stavu. Po opravách u CAC byl stroj v roce 1948 vrácen ke zkušební jednotce RAAF ARDU. Archer poté údajně 25. května 1948 dosáhl v letu nad Melbourne dosáhl rychlosti 502,2 mph (803 km/h), po vyrovnání ze střemhlavého letu dlouhého 4 000 stop (1 200 m).
V této době však již začalo být zřejmé, že letouny poháněné proudovými motory mají mnohem větší výkonnostní potenciál, a další vývoj CA-15 byl zastaven. Motory byly vráceny společnosti Rolls-Royce a prototyp byl sešrotován v roce 1950.

## Uživatelé
- Austrálie
  - Royal Australian Air Force

## Specifikace

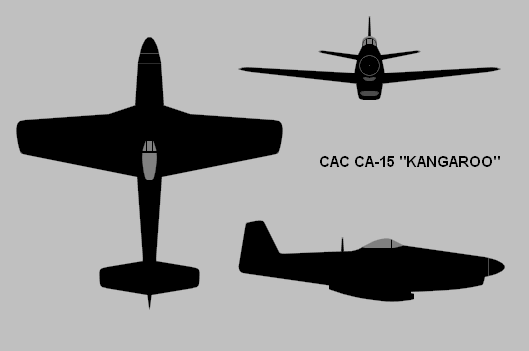
Třípohledová silueta CA-15

Data dle Commonwealth CA-15: The 'Kangaroo' Fighter

### Technické údaje
- Posádka: 1
- Délka: 11,04 m (36 stop a 2½ palce)
- Rozpětí: 10,97 m (36 stop)
- Výška: 4,32 m (14 stop a 2 palce)
- Nosná plocha: 23,5 m² (253 čtverečních stop)
- Prázdná hmotnost: 3 427 kg (7 540 lb)
- Vzletová hmotnost: 4 309 kg (9 500 lb)
- Maximální vzletová hmotnost: 5 597 kg (12 340 lb)
- Pohonná jednotka: 1 × dvanáctiválcový vidlicový motor Rolls-Royce Griffon Mk.61
- Výkon pohonné jednotky: 1 570 kW (2 035 hp) ve výši 2 134 m (7 000 stop)

### Výkony
- Maximální rychlost: 721 km/h (390 uzlů, 448 mph) ve výšce 8 046 m (26 400 stop)
- Dolet: 1 850 km (1 000 Nm, 1 150 mil) bez přídavných nádrží
- Dostup: 11 887 m (39 000 stop)
- Stoupavost: 24,9 m/S (4 900 stop za minutu)

### Výzbroj
- 6 × kulomet Browning ráže 12,7 mm se zásobou 250 nábojů na hlaveň
- 2 × 1000lb (450kg) puma
- možnost nesení 10 neřízených raket